# Jubaeopsis caffra
Jubaeopsis caffra là một loài thực vật có hoa thuộc chi đơn loài Jubaeopsis, họ cọ (Arecaceae).
Loài này chỉ có ở Nam Phi, tại đây nó đang rất hiếm do mất môi trường sống. Đây là một hoá thạch sống, là dòng cọ còn sót lại đã từng trải rộng khắp phía nam châu Phi thời tiền sử.